# Syneurycope heezeni
Syneurycope heezeni är en kräftdjursart som beskrevs av Menzies 1962. Syneurycope heezeni ingår i släktet Syneurycope och familjen Munnopsidae. Inga underarter finns listade i Catalogue of Life.